# Infocat
El Pla INFOCAT és un pla creat per la Generalitat de Catalunya per fer front a les emergències per incendis forestals, dins de l'àmbit territorial de Catalunya, establint els avisos, l'organització i els procediments d'actuació dels serveis de la Generalitat de Catalunya, de les altres administracions públiques i de les entitats privades.
El Pla INFOCAT inclou la quantificació i localització dins de tot el territori de Catalunya, dels aspectes fonamentals per
a l'anàlisi del risc, vulnerabilitat, zonificació del territori i desplegament de mitjans i recursos i localització
d'infraestructures de suport per als treballs d'actuació en cas d'emergència.